# Либераче
Владзю Валентино Либераче (англ. Władziu Valentino Liberace [ˈvwɑːdʒuː vælənˈtiːnoʊ lɪbəˈrɑːtʃi]; 16 мая 1919, Уэст-Эллис, Висконсин, США — 4 февраля 1987, Палм-Спрингс, Калифорния, США), более известный по монониму Либераче — американский пианист, певец и шоумен, популярный эстрадный артист, обладавший редким сочетанием талантов импровизации, остроумия и умения общаться с аудиторией. В 1950-е—1970-е годы — самый высокооплачиваемый артист в мире.
Карьера артиста, охватывающая четыре десятилетия, включает концертные выступления, выпуск альбомов, участие в телевизионных проектах и кинофильмах. Либераче широко известен виртуозной техникой игры на фортепиано, талантом импровизации, и ярким сценическим имиджем.

## Биография
Родился 16 мая 1919 года в штате Висконсин в семье Сальваторе Либераче, итальянца из Формии, и польки Фрэнсис Зуховской (пол. Zuchowska). Его отец был музыкантом, выступал в военном оркестре Джона Филипа Сузы. Мать также была музыкантом, играла на пианино. Музыкальный талант был и у брата с сестрой.
Знаменитый польский пианист Игнаций Ян Падеревский, посетив семью Либераче, порекомендовал юному музыканту поступать в музыкальную консерваторию Висконсина в Милуоки. Либераче, кроме обучения в консерватории, получал также частные уроки музыки. В возрасте 20 лет состоялся его музыкальный дебют — в качестве солиста он выступил вместе с Чикагским симфоническим оркестром под руководством Фредерика Стока. В 1940 году выступал в отеле «Плаза» в Нью-Йорке в качестве пианиста, через пять лет вернулся с собственным пианино, которое было больше обычного размера, а также подсвечником (канделябром), который стал его «визитной карточкой» во время выступлений. Согласно рекомендации Падеревского Уолтер «ликвидировал» свои первые два имени — таким образом появился его общеизвестный псевдоним Либераче.
В 1950 году состоялся кинодебют Либераче — в фильме «Грешник Южного моря» он сыграл роль пианиста, выступающего в дешёвом баре. Немного позже, во время выступлений в отеле «Дель Коронадо». был замечен телевизионным продюсером Доном Федерсоном. После этого на лос-анджелесском телевидении стало транслироваться шоу с участием Либераче, впоследствии ставшее популярным, а сам Либераче получил за него две премии «Эмми». В 1952 году состоялся дебют Либераче как шоумена на телевидении.
В 1953 году Либераче выступил в заполненном Карнеги-холл и некоторое время держал рекорд посещаемости зрителей — 17 тысяч человек в Мэдисон-сквер-гарден (этим показателем он побил рекорд Падеревского). Позднее этот показатель возрос до 20 тысяч зрителей в Голливуд-боул в Лос-Анджелесе и 110 тысяч на Солджер Филд в Чикаго. В 1955 году музыкант выступил в отель-казино «Ривьера» в Лас-Вегасе как наиболее высокооплачиваемый конферансье в истории города. В этом же году Либераче снялся в кинофильме «Искренне ваш».
В 1960 году Либераче возвращается к дневному телевидению. В 1968 году отправляется в Европу, где выступает перед лондонской аудиторией. В 1971 посетил Австралию, в 1972 году выступил на Royal Command Performance в Лондоне. В это же время написал автобиографию Liberace, ставшую его второй книгой и завоевавшую успех среди читателей; первая его книга — Liberace Cooks — переиздавалась семь раз.
В 1976 была опубликована третья книга Либераче — The Things I Love («То, что я люблю»). С 1976 по 1979 годы журнал Contemporary Keyboard называл музыканта «Клавишником года» (Pop Keyboard Artist of the Year). В 1978 году Либераче снова вернулся на американское телевидение.
В 1980 в Лас-Вегасе музыкант был назван «звездой года» и «эстрадной персоной года» одновременно. В 1981 ему была вручена премия «Золотой микрофон» («Golden Mike»).
В 1984 году состоялась первая встреча с участием музыканта в нью-йоркском Радио-сити-мьюзик-холл, которая по посещаемости установила абсолютный рекорд за всю историю заведения: пришло более 80 тысяч зрителей. 16 октября — 2 ноября 1986 состоялись последние выступления в Радио-сити-мьюзик-холл. После этого он отправляется в тур в поддержку своей четвёртой книги The Wonderful Private World of Liberace («Прекрасная частная жизнь Либераче»).
В 1950-х годах Либераче выиграл судебное дело против таблоида The Daily Mirror, который подозревал музыканта в гомосексуальности. При этом он действительно был геем и на протяжении пяти лет имел отношения с мужчиной — Скоттом Торсоном (который и поддержал его в этом судебном деле), хотя имел романы и с женщинами. Однако в публичной жизни музыкант старался поддерживать имидж гетеросексуала.

### Съёмки в кино
До возвращения в Голливуд в 1947 году Либераче мечтал пополнить список своих талантов и достижений игрой в кино. Его феерические представления перед голливудскими зрителями во время концертов обеспечили ему первую роль в фильме «Грешник южного моря» (1950) — драме, разыгравшейся на тропическом острове, где главные роли сыграли МакДоналд Кэри и Шелли Уинтерс, а Либераче — лишь небольшую роль. Кроме того Либераче появился как приглашённая звезда в двух фильмах компании RKO Radio Pictures: в фильме-водевиле  Footlight Varieties  (1951) и малоизвестном сиквеле Merry Mirthquakes (1953).
В 1955, на пике своей карьеры, Либераче был приглашён компанией Warner Bros. на роль, ставшую для него звёздной, в фильме «Искренне ваш», который являлся ремейком фильма «Человек, который играл Бога». (1932) Либераче сыграл пианиста, посвятившего всё своё время помощи другим людям, после того как его карьера закончилась в связи с потерей слуха. В апреле 1955 года журнал «Modern Screen» писал, что чаще всего претенденткой на главную роль в этом фильме называли Дорис Дей, однако «сомнительно, что Дорис будет играть эту роль: чтобы заполнить кинотеатры, достаточно имени одного Либераче». В итоге главную роль сыграла известная киноактриса Джоан Дрю. Когда в ноябре началась рекламная кампания фильма «Искренне ваш», были подготовлены афиши с именем Либераче, написанным огромными яркими буквами, размером намного превышающими название самого фильма. «Ваш Великолепный в его первом звёздном фильме», — гласил текст, а все остальные актёры и персонажи были перечислены мелким шрифтом внизу афиши. Однако фильм провалился, потому что Либераче не смог воплотить на экране тот свой эксцентричный и особенный стиль, который воплощал на живой сцене. «Уорнер Бразерс» тут же выпустила новые афиши, на которых список звёзд значительно расширился и все имена были перечислены рядом: Либераче, Джоан Дрю, Дороти Малун. Ещё более драматично события развивались дальше: когда фильм впервые показывали в Сиэтле, список актёров снова был изменён: Джоан Дрю, Дороти Малун и Алекс Николь — их имена были вписаны выше названия фильма с большими фото всех троих — а под названием фильма, буквами намного меньшего размера было вписано: «За роялем Либераче». Изначально «Искренне ваш» должен был стать первой частью фильма, для которого планировалось продолжение, но из-за провала первой части контракт на съёмки во втором фильме был аннулирован, за что Либераче получил большие отступные.
Этот опыт оказался для Либераче настолько шокирующим, что он оставил свои мечты о карьере киноактёра. Ещё дважды он появлялся на киноэкране, но лишь в эпизодических ролях. Это был фильм «Когда парни встречают девушек» (1965), где Либераче сыграл самого себя, а следующее его краткое появление в качестве продавца шкатулок в фильме «Незабвенная» (1965), основанном на сатирическом произведении Ивлина Во, получило высокую оценку зрителей.

### Болезнь и смерть
В начале 1980-х состояние здоровья музыканта ухудшилось. Он начал терять вес и в целом выглядел истощённым. Сестра музыканта Анджелина стала настаивать, чтобы он обратился в медицинский центр Эйзенхауэра в городе Ранчо-Мираж. Известие о госпитализации музыканта попало в прессу. Музыканта положили в карантинное отделение, что подтвердило слухи о заболевании СПИДом. Либераче скончался днём 4 февраля 1987 года в присутствии сестры Анджелини Фаррел, невестки Доры Либераче и подруги Джейми Вайатт. Ему было 67 лет. Причина смерти — сердечная недостаточность, острая энцефалопатия и апластическая анемия, возникшие на фоне СПИДа.
Похоронен на кладбище Голливуд-Хилс на Голливудских холмах.

## Фильмография
1. 1950 — South Sea Sinner
2. 1955 — Sincerely Yours — Энтони Воррин
3. 1965 — When the Boys Meet the Girls — камео
4. 1965 — Незабвенная — мистер Старкер

## Карьера на телевидении
- 1949 — Don Otis Show
- 1951 — Footlight Varieties
- 1952 — All Star Revue
- 1952 — Frank Sinatra Show
- 1954 — Colgate Comedy Hour
- 1954 — Jack Benny Show
- 1955, 1962, 1970 — Ed Sullivan
- 1956, 1962 — What’s My Line
- 1956 — Jimmy Durante Show
- 1957 — Jerry Lewis Show
- 1957 — Shower of Stars
- 1958 — You Asked for It
- 1959 — Ernie Ford Show
- 1960 — Steve Allen Show
- 1962 — I’ve Got a Secret
- 1962 — Tonight Show with Jack Paar
- 1964, 1968 — Red Skelton Hour
- 1964 — Another World
- 1964 — Jack Paar Show
- 1965 — Flintstones (голос Либероцкого)
- 1965, 1966, 1967 — The Hollywood Palace
- 1966 — Batman
- 1966, 1968, 1969 — Dean Martin Show
- 1967 — The Monkees
- 1967 — Jackie Gleason Show
- 1967 — Gypsy Rose Lee Show
- 1968, 1969 — Rowan & Martin’s Laugh-In
- 1968, 1974 — Mike Douglas Show
- 1969 — Liberace Show in England
- 1970 — Dick Cavett Show
- 1970 — Here’s Lucy
- 1970 — Andy Williams Show
- 1970, 1972 — David Frost Show
- 1972—1986 — Tonight Show with Johnny Carson
- 1977 — Dinah Shore Show
- 1977 — Merv Griffin Show
- 1978 — Kojak
- 1978 — Muppet Show
- 1980 — Saturday Night Live
- 1981 — Lily Tomlin
- 1983 — Good Morning America
- 1984, 1985 — Late Night with David Letterman
- 1985 — Entertainment Tonight
- 1985 — Phil Donahue Show
- 1985 — Wrestlemania

## Образ Либераче в кинематографе
| Название                                          | Год  | Режиссёр                  | В роли Либераче | Примечания |
| ------------------------------------------------- | ---- | ------------------------- | --------------- | ---------- |
| Либераче / Liberace                               | 1988 | Уильям Хейл Томми Гросман | Эндрю Робинсон  |            |
| Либераче: За музыкой / Liberace: Behind the Music | 1988 | Дэвид Грин                | Виктор Гарбер   |            |
| За канделябрами / Behind the Candelabra           | 2013 | Стивен Содерберг          | Майкл Дуглас    |            |

## Пародии
- В разное время Либераче пародировали Дейв Томас и Бенни Хилл
- Фред Армисен в Saturday Night Live в 2013 году
- Теодор Мосби в девятом сезоне сериала «Как я встретил вашу маму»
- Equinox в 10 серии 1 сезона мультсериала «Город лунного луча»
- Dorian Electra в  клипе на свою песню Flamboyant (2019)